# Jüdischer Friedhof (Günterberg)

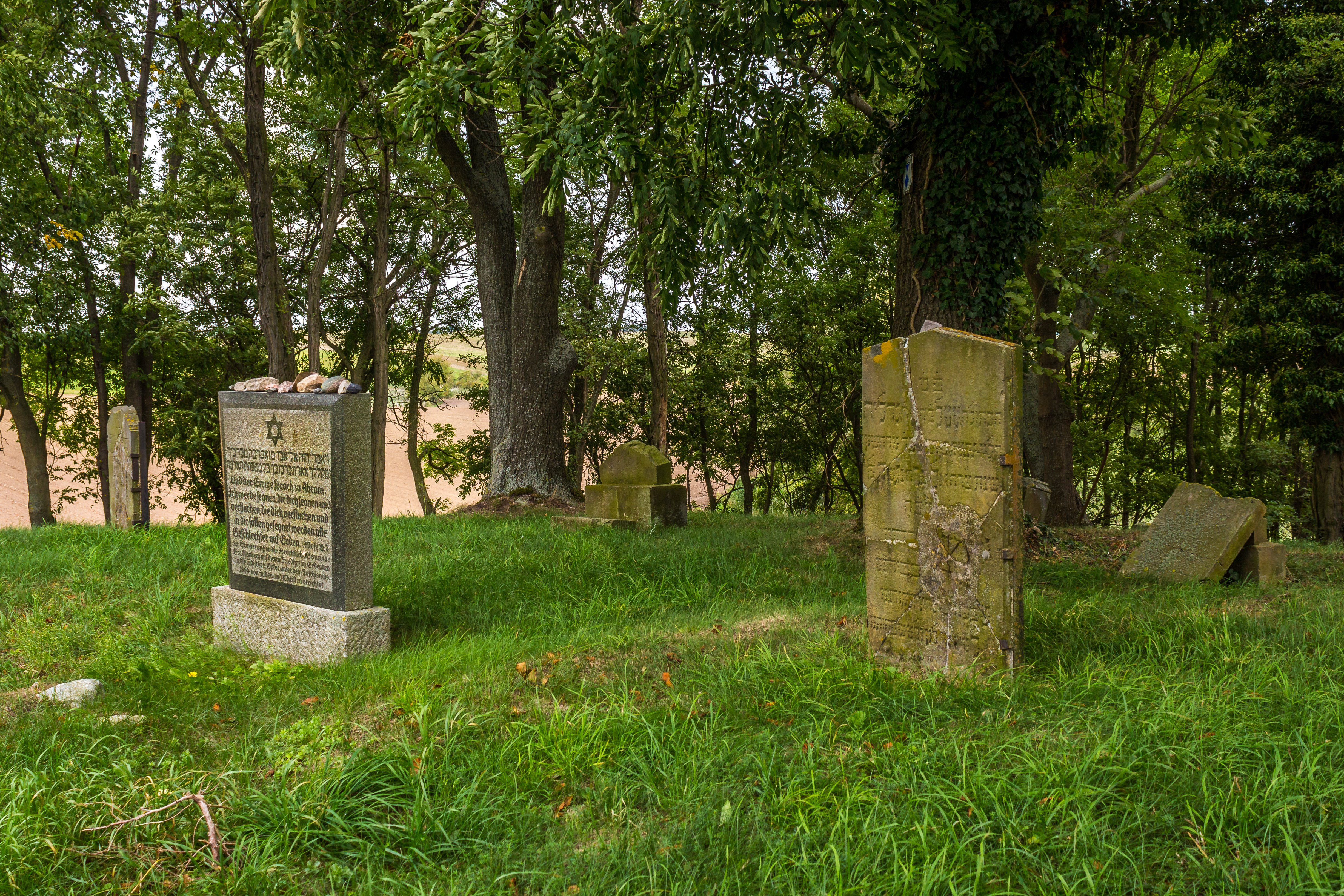
Jüdischer Friedhof Günterberg (2014)

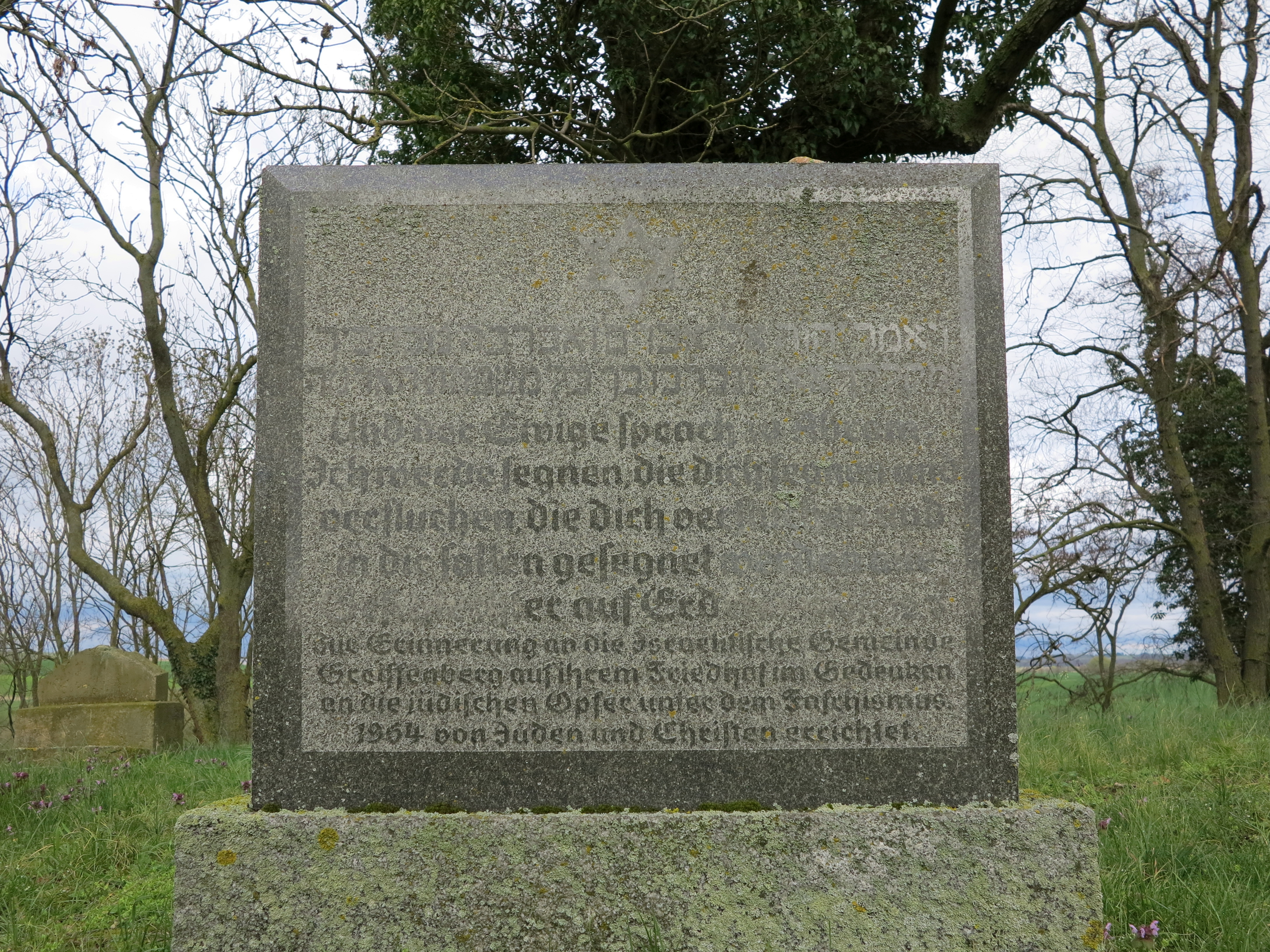
Gedenkstein für die jüdischen Opfer des Faschismus

Der Jüdische Friedhof Günterberg liegt im Ortsteil Günterberg der Stadt Angermünde im Landkreis Uckermark in Brandenburg. Der jüdische Friedhof liegt nördlich des Ortes direkt an der östlichen Seite der B 198. Es sind nur noch wenige Grabsteine vorhanden.

## Geschichte
Der Friedhof wurde um 1809 angelegt, ab Anfang des 20. Jahrhunderts wurde er nicht mehr belegt, da der Friedhof in Angermünde erweitert worden war. Der Friedhof umfasst nur 15 Grabstellen, 1938 wurde er zerstört. Im Jahr 1964 wurde ein Gedenkstein aufgestellt.
Im Januar 2008 schändeten unbekannte Täter den jüdischen Friedhof: Sie warfen Grabsteine um und schmierten ein Hakenkreuz darauf. Mehrere große Platten wurden aus der Verankerung gerissen, zwei Steine wurden völlig zertrümmert.